# 新米利西克
50°29′57″N 26°19′27″E / 50.49917°N 26.32417°E
新米利西克（烏克蘭語：Новомильськ），是烏克蘭西北部的村莊，隸屬里夫內州的里夫內區。該村始建於1100年，面積12.9平方公里，海拔高度200米，2024年人口700，人口密度每平方公里65.5人。